# Pygopleurus distinctus
Pygopleurus distinctus is een keversoort uit de familie Glaphyridae. De wetenschappelijke naam van de soort is voor het eerst geldig gepubliceerd in 1835 door Faldermann.